# Miles Gemini
El Miles M.65 Gemini fue un avión turístico británico bimotor de cuatro asientos diseñado y construido por Miles Aircraft en el Aeródromo de Woodley. Fue el último avión de Miles que se produjo en cantidad.
El desarrollo del Gemini se llevó a cabo a un ritmo rápido tras el final de la Segunda Guerra Mundial, y la empresa deseaba llevar sus nuevos diseños al sector de la aviación civil de posguerra. La velocidad de desarrollo se vio acelerada en gran medida al basar el diseño en el Miles Messenger monomotor. Volando por primera vez el 26 de octubre de 1945, la confianza de la compañía en el avión era tal que las demostraciones de ventas utilizando el prototipo comenzaron sólo unos días después, mientras que los trabajos para comenzar la producción a gran escala se iniciaron inmediatamente.
Durante su primer año de disponibilidad, se vendieron 130 Gemini, demostrando su popularidad. Su rendimiento fue tal que se convirtió en un exitoso avión de carreras, y un ejemplar ganó numerosas competiciones. La empresa se esforzó por introducir numerosas mejoras en el modelo, junto con los primeros trabajos para producir un sucesor del Gemini. Sin embargo, estas ambiciones se vieron truncadas por el colapso de la empresa tras su quiebra en 1947. Si bien se hicieron esfuerzos para reactivar la producción, incluido el desarrollo del mejorado Miles M.75 Aries, el modelo nunca pudo recuperar impulso.

## Desarrollo
Después de la Segunda Guerra Mundial, el Ministerio del Aire renunció a gran parte de su control en tiempos de guerra sobre el sector de la construcción aeronáutica británica; uno de estos fabricantes, Miles Aircraft, estaba particularmente interesado en desarrollar rápidamente sus propios esfuerzos, que estaban orientados en gran medida hacia el mercado de la aviación civil. George Miles se dio cuenta de que existía un hueco vacante en este mercado para un avión bimotor moderno, y observó que la compañía podría desarrollar fácilmente un derivado del Miles Messenger monomotor existente, que idealmente podría adaptarse al papel previsto. Al decidir continuar, el desarrollo resultó ser relativamente sencillo y se lograron avances rápidamente.
El 26 de octubre de 1945, el prototipo del Gemini realizó su vuelo inaugural; inicialmente voló con un tren de aterrizaje fijo temporal, a diferencia de los aviones futuros que presentarían una disposición retráctil. Los pilotos informaron que el modelo era agradable de volar desde el principio. Se encontraron relativamente pocos problemas con el prototipo; si bien se descubrió un problema de flujo de aire que afectaba negativamente a los aterrizajes de tres puntos, esto se resolvió rápidamente mediante la adición de slats de borde de ataque entre el fuselaje y las góndolas motoras. La confianza de la empresa era tal, que el prototipo se utilizó por primera vez para realizar demostraciones de vuelo a potenciales clientes sólo unos días después de su primer vuelo.
El Gemini se puso inmediatamente en producción a gran escala; también se reconoció que el rendimiento superior del modelo había eliminado al Miles Mercury, por lo que se abandonaron los planes de producción para este último en favor de concentrar los recursos de la empresa en el Gemini. Fue tal la positiva respuesta del mercado al modelo, que se vendieron 130 Gemini durante su primer año de disponibilidad. De hecho, sería el último avión diseñado por Miles en alcanzar una producción a gran escala. Si bien la empresa había comenzado a trabajar en el desarrollo de un sucesor de Gemini, acontecimientos más amplios echarían por tierra tales ambiciones.
Miles, reconociendo el valor del Gemini en su gama de productos, buscó desarrollar y mejorar aún más el modelo. Sin embargo, mientras la empresa estaba ultimando los trabajos en numerosas mejoras, incluida la adopción de nuevos motores, la misma se vio obligada a declararse en quiebra debido al mal estado de sus finanzas. Tras el colapso de la empresa durante 1947 y la posterior compra de la fábrica de aviones de Reading y otros activos por parte del constructor de aviones rival Handley Page, se ensamblaron ocho aviones que no se habían completado; dos por Handley Page en Woodley en 1950, cinco por Wolverhampton Aviation en el Aeródromo de Pendeford en 1951 y uno por F.G. Miles Limited en el Aeródromo de Redhill.

## Diseño

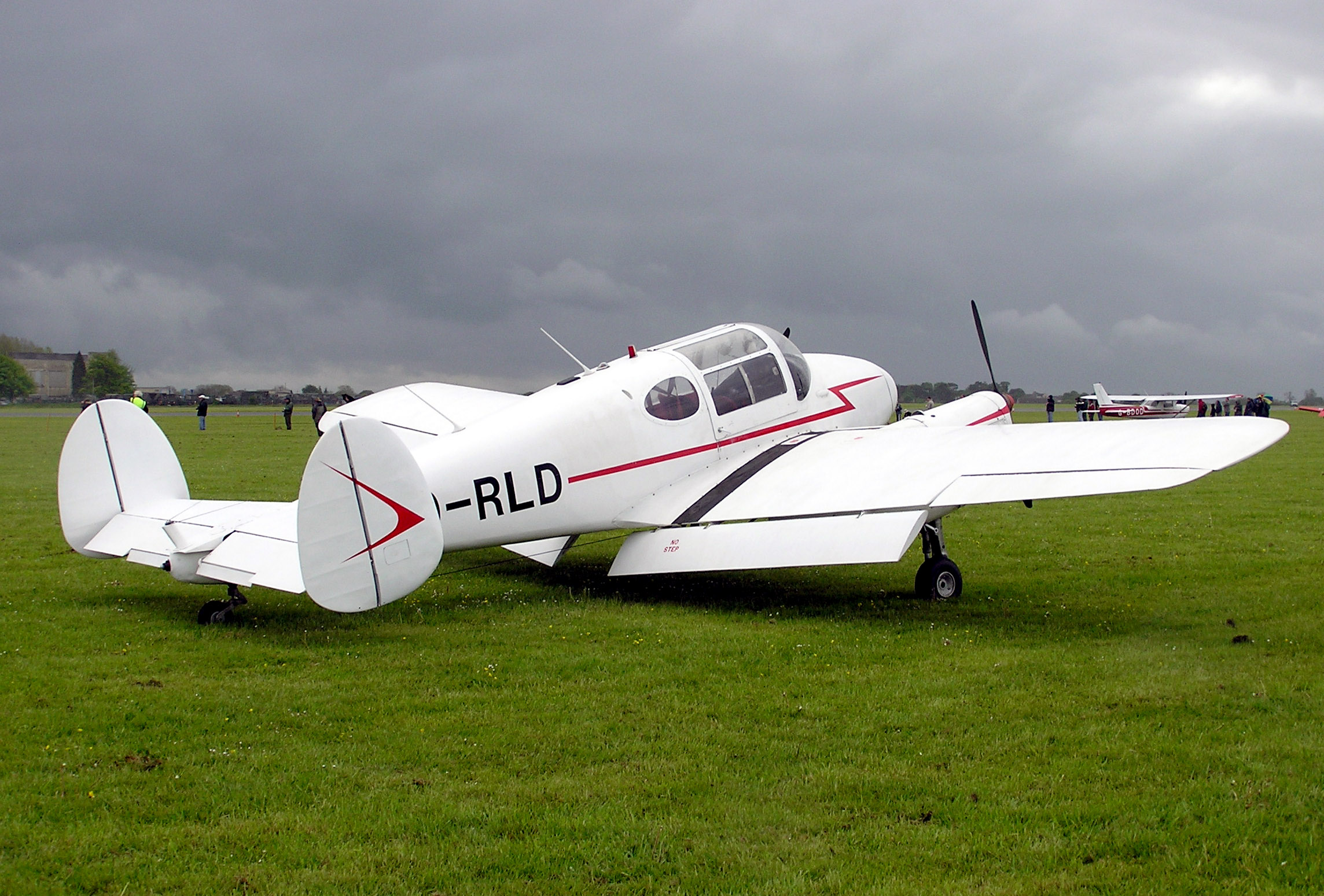
Gemini 1A.

El Gemini era un monoplano de ala baja en voladizo y cuatro asientos, desarrollado para realizar tareas de transporte civil. Se construyó principalmente con contrachapado unido con plástico. Estaba equipado con un ala de una sola pieza equipada con flaps auxiliares no retráctiles. Varios aspectos del Gemini estaban compartidos con el Messenger; si bien una unidad de cola similar era una de esas características compartidas, el Gemini solo tenía dos empenajes en lugar de la disposición triple más compleja del Messenger, ya que la mayor carga alar y la elevada velocidad de aterrizaje de este último hacían más práctica la disposición gemela.
Los controles de vuelo del Gemini estaban bien armonizados y se mantenían efectivos hasta el margen de entrada en pérdida; las características de una entrada en pérdida típica también eran relativamente benignas y estaban libres de cualquier tendencia al giro, mientras que la recuperación era rápida. Los controles eran efectivos hasta el punto de que la aproximación final se podía realizar apenas por encima de la velocidad de aterrizaje. Una de las pocas características de manejo adversas fue una marcada tendencia de la aeronave a oscilar durante el despegue, que el piloto solucionaba fácilmente utilizando ajustes de timón a fondo y aceleración diferencial para contrarrestarla. Si bien no solían estar equipados así, un puñado de Gemini fueron equipados con controles duales.
Propulsado originalmente por motores Blackburn Cirrus Minor de 67,5 kW (90 hp), las variantes Gemini construidas tardíamente estaban propulsadas por varios motores diferentes. Para darle al avión su alcance relativamente largo, el mismo incluía un par de depósitos externos de 15 galones que complementaban los dos de 18 galones que el diseño compartía con el Messenger. Su fabricante promocionaba frecuentemente el Gemini como el "avión ligero más seguro del mundo".

## Historia operacional

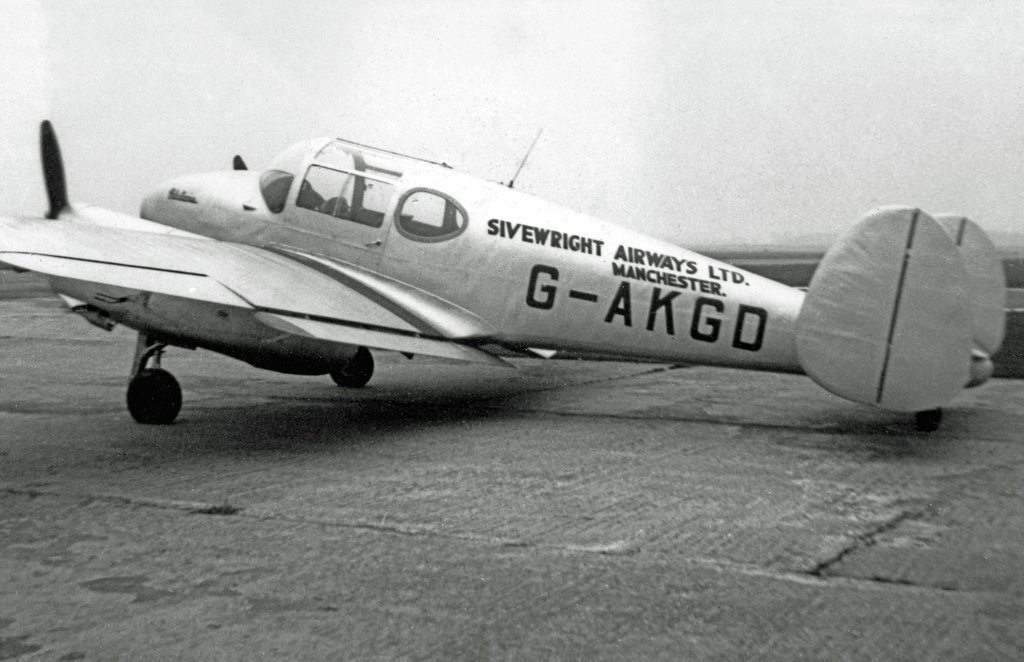
Gemini 1A de Sivewright Airways, operado desde el Aeropuerto de Mánchester (Ringway) en tareas de chárter ligero desde 1947 hasta 1950.

El Gemini rápidamente demostró ser popular entre los propietarios privados para realizar turismo por toda Europa. Además, se exportaron grandes cantidades a Australia, Nueva Zelanda, Sudáfrica y muchos otros países de la Commonwealth. Además, dos tercios de todos los Gemini que se habían vendido inicialmente a clientes británicos se revenderían posteriormente en el extranjero, siendo este modelo bastante deseable en el mercado de ventas secundario.
A finales de la década de 1940 y principios de la de 1950, los Gemini particulares participaban con frecuencia en carreras aéreas; por ejemplo, el G-AKDC, pilotado por J.N. 'Nat' Somers AFC, se coronó como vencedor de la Carrera Aérea de la Copa del Rey de 1949 (una prueba de compensaciones) con 164,25 mph; este avión estaba equipado con motores De Havilland Gipsy Major con potencia nominal de 145 hp cada uno. Al ser reequipado con motores aún más potentes, este mismo Gemini ganó varias carreras más, incluido el Trofeo Siddeley en 1953, el Trofeo Kemsley en 1954 y el Trofeo Goodyear en 1955. El piloto de carreras Príncipe Bira de Siam también optó por adquirir un único avión para sus propios fines.
Varios aviones fueron utilizados como transporte comercial ligero por empresas comerciales, incluidas Shell-Mex & BP, Fairey Aviation y BKS Engineering. Otros ejemplos fueron operados por aerolíneas independientes del Reino Unido en vuelos chárter ligeros dentro de las islas británicas y del resto de Europa; la British Overseas Airways Corporation (BOAC) fue uno de esos operadores. El Ministerio de Aviación Civil también compró algunos ejemplares para realizar pruebas de licencia y trabajos de calibración de radio.
Durante 1951, F.G. Miles completó un par de aviones que estaban equipados con motores Blackburn Cirrus Major III de 116 kW (155 hp), junto con empenajes agrandados y elevados para un mejor manejo durante operaciones con un solo motor. Para reflejar el diseño revisado, que le dio al avión una mayor carga útil entre otros cambios en las prestaciones, fueron redesignados Miles M.75 Aries. Aunque no hubo producción en cantidad de este modelo, algunos Gemini existentes fueron modernizados con algunos de estos cambios.
El Museo del Cine de Londres conserva extenso metraje de uno de estos aviones, recorriendo Europa en la década de 1950.

## Variantes
Gemini 1
Prototipo con dos motores Blackburn Cirrus Minor 2 de 100 hp y tren de aterrizaje fijo, uno construido.
Gemini 1A
Versión de producción con dos motores Blackburn Cirrus Minor 2 de 100 hp, 134 construidos, más uno ensamblado por Handley Page (Reading).
Gemini 1B
Versión de producción con dos motores Blackburn Cirrus Minor 2 de 100 hp, uno construido.
Gemini 2
Versión con dos motores Lycoming O-290-3/1 de 130 hp, dos construidos.
Gemini 3
Versión con dos motores De Havilland Gipsy Major 1C de 145 hp, uno construido, más uno montado por Handley Page (Reading) y otro por F.G. Miles.
Gemini 3A
Versión con motores De Havilland Gipsy Major 10 Mk 1 de 145 hp, dos construidos más 5 ensamblados por Wolverhampton Aviation.
Gemini 3B
Versión con motores De Havilland Gipsy Major 10 Mk 1-3 de 145 hp.
Gemini 3C o 7
Versión con motores De Havilland Gipsy Major 10 Mk 2 de 145 hp, dos construidos.
Gemini 8
Primeros aviones modificados al estándar Aries con dos motores Blackburn Cirrus Major 3 de 155 hp.
Aries
Versión con dos motores Blackburn Cirrus Major 3 de 155 hp, moviendo hélices Miles-Reed.

## Operadores
Irlanda
- Aer Lingus

 Israel
- Israeli Air Force[16]

 Nueva Zelanda
- National Airways Corporation[17]

 Reino Unido
- Air Contractors
- Blue Line Airways
- Culliford Airlines
- Derby Aviation
- Hornton Airways
- International Airways
- Lancashire Aircraft Corporation
- Loxhams Flying Services
- Sivewright Airways
- Starways
- Ulster Aviation
- Wirral Airways
- Wright Aviation

## Supervivientes
Recientemente, seis aviones estaban registrados en el Registro de Aeronaves Civiles británico en 2017. Un Gemini 1A también está activo en el registro de aviones sueco. Un avión, registrado como ZK-ANT, se encuentra en exhibición estática en Nueva Zelanda, en el Museo del Transporte y Tecnología . El LN-TAH, un Gemini 1A, se está restaurando para su exhibición estática en la terminal del Aeropuerto de Kristiansand, Kjevik. Es el anteriormente matriculado como G-AKKA.

## Especificaciones (Gemini 1A)
Referencia datos: British Civil Aircraft 1919-1972: Volume III, Jane's all the World's Aircraft 1947

### Características generales
- Tripulación: Uno (piloto)
- Capacidad: 3 pasajeros
- Longitud: 6,8 m (22,2 ft)
- Envergadura: 11 m (36,2 ft)
- Altura: 2,3 m (7,5 ft)
- Superficie alar: 17,7 m² (190,5 ft²)
- Peso vacío: 866 kg (1908,7 lb)
- Peso máximo al despegue: 1361 kg (2999,6 lb)
- Planta motriz: 2× motor lineal invertido de 4 cilindros refrigerado por aire Blackburn Cirrus Minor II.
  - Potencia: 75 kW (103 HP; 102 CV) cada uno.
- Hélices: 1× Bipala de paso fijo por motor.
- Alargamiento: 6,86
- Capacidad de combustible: 160 L en dos depósitos de la sección central + dos depósitos en cabina opcionales de 110 L; 18 L de aceite

### Rendimiento
- Velocidad máxima operativa (Vno): 240 km/h (149 MPH; 130 kt) con 1300 kg (2800 lb)
- Velocidad crucero (Vc): 210 km/h (130 MPH; 113 kt)
- Velocidad de entrada en pérdida (Vs): 56 km/h (35 MPH; 30 kt)
- Alcance: 840 km (454 nmi; 522 mi) en aire calmo con 160 L de combustible (5,8 h)
- Alcance en ferry: 1320 km en aire calmo con 270 L de combustible
- Techo de vuelo: 4100 m (13 451 ft)
- Régimen de ascenso: 4,4 m/s (866 ft/min)
- Carga alar: 77 kg/m² (15,8 lb/ft²) en MTOW
- Potencia/peso: 9,124 kg/kW (15 lb/hp)

## Aeronaves relacionadas

### Desarrollos relacionados
- Miles Messenger

### Aeronaves similares
- Aero Ae-45

### Secuencias de designación
- Secuencia M._ (interna de Miles): ← M.52 - M.57 - M.60 - M.65 - M.68 - M.69 - M.71 - M.75 - M.76 - M.77 - M.100 →